# 盈江省藤
盈江省藤（学名：Calamus nambariensis var. yingjiangensis）为省藤属南巴省藤的一个变种或仅仅是其异名。